# Spiezer Chronik

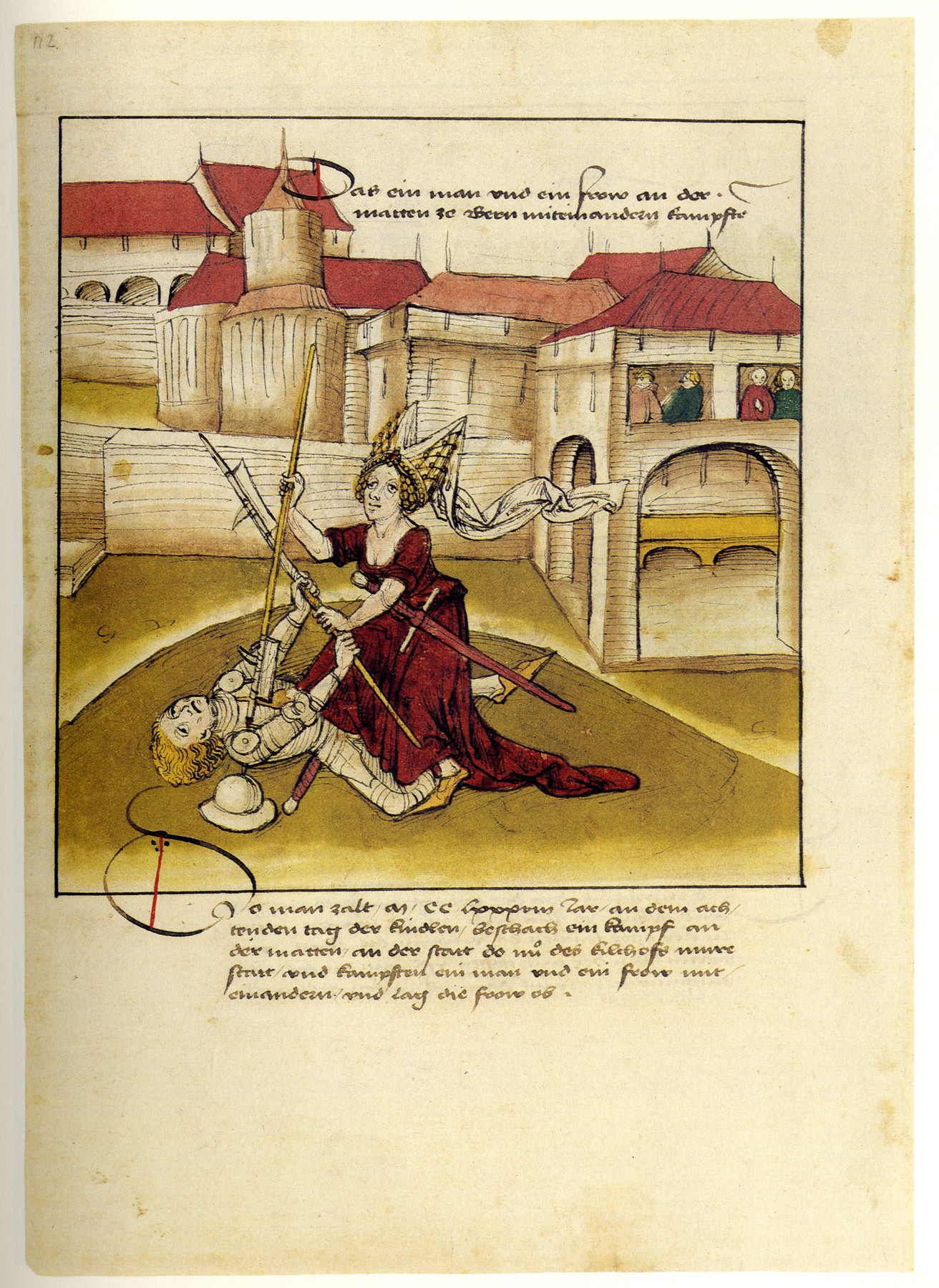
Zweikampf zwischen Mann und Frau

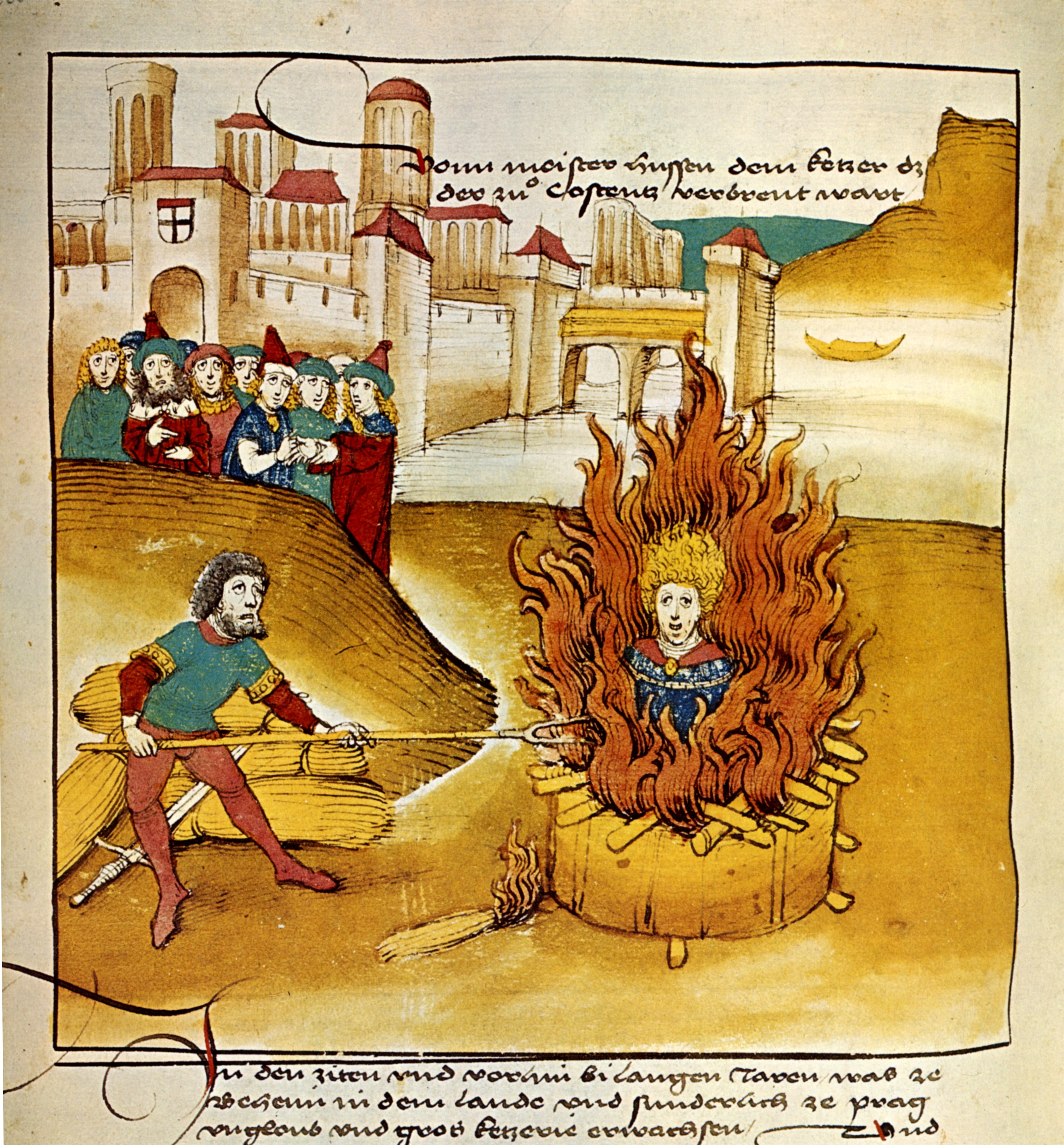
Jan Hus auf dem Scheiterhaufen

Die Spiezer Chronik oder Spiezer Schilling wurde 1484/85 von Diebold Schilling dem Älteren verfasst. Die Chronik gilt als künstlerischer Höhepunkt von Schillings Werk. Mit ihr endet die Tradition der Berner Chronistik des 15. Jahrhunderts.
Die Spiezer Chronik entstand als Auftragswerk des Berner Alt-Schultheissen Rudolf von Erlach. Als Diebold Schilling zu Weihnachten 1483 dem bernischen Rat seine dreibändige Amtliche Berner Chronik überreichte, dürfte beim Ratsherrn der Wunsch entstanden sein, auch ein solches Werk zu besitzen. Wenig später erhielt Schilling den Auftrag, eine Chronik zu schreiben und die Zeichnungen selbst anzufertigen. Diebold Schilling pflegte zur Familie derer von Erlach einen guten Kontakt; Schillings Ehefrau Katharina war Patin eines der Söhne Rudolfs. 
In der Einleitung erklärt Schilling, er schreibe das Buch «zuo lobe frommen vnnd sunderbaren eren der vorgenanten jungher Ruodolfs, ouch siner vordernn […]», deren Taten er dann auch da und dort besonders hervorhob. Auch die Bilder wurden speziell auf den Auftraggeber zugeschnitten. Die Art und die in verschiedenen Farbtönen lasierten Federzeichnungen unterscheiden sich stark von der Darstellungsweise in früheren Chroniken.
Der Text beruht auf verschiedenen Vorlagen von Konrad Justinger und Benedikt Tschachtlan und berichtet in 344 Bildern auf 808 Seiten von den Anfängen im Jahr 1152 mit Unterbrüchen bis ins Jahr 1465. Verschiedene kleine Kürzungen am Schluss der Chronik und die unsicher und grob gewordene Schrift lassen die Vermutung zu, dass der kranke und geschwächte Schilling sein Werk noch rechtzeitig abschliessen wollte.
Die Spiezer Chronik wurde Schillings letztes Werk: Er starb 1486. Das Werk wurde bis 1875 in der Schlossbibliothek Spiez aufbewahrt, heute liegt es in der Burgerbibliothek Bern.
Von der Spiezer Chronik erschien eine Faksimile-Edition in einer limitierten Auflage von 980 nummerierten Exemplaren.